# Elecciones revocatorias para gobernador de California de 2021
La elección revocatoria de California de 2021 fue una elección especial para revocar el mandato del gobernador Gavin Newsom. La elección contó con dos preguntas, «si se debe destituir a Newsom y quién lo reemplazará si es llamado». Newsom no fue elegible para postularse como candidato para la segunda pregunta. La opción del Sí fracasó, Newsom terminó su primer mandato como lo indica la constitución, y fue reelegido para un segundo mandato en las elecciones de 2022.

## Candidatos
La fecha límite para la presentación de candidaturas fue el 16 de julio de 2021.

### Calificados
Cuarenta y seis candidatos calificaron para aparecer en la boleta de revocatoria. Algunos de ellos son:

#### Partido Republicano
- John H. Cox, empresario y político.[4]
- Larry Elder, comentarista político, abogado y autor.[5]
- Kevin Faulconer, político.[6]
- Ted Gaines, político y empresario.[7]
- Caitlyn Jenner, atleta olímpica retirada y personalidad de televisión.[8]
- Kevin Kiley, político.[9]
- Jenny Rae Le Roux, empresaria y consultora.[10]
- Sarah L. Stephens, pastora, oradora y activista conservadora.[11]

#### Partido Demócrata
- Patrick Kilpatrick, actor, guionista y director.[12]
- Kevin Paffrath, youtuber.[13]
- Brandon M. Ross, abogado y médico.[12]
- Daniel Watts, abogado.[12]

#### Partido Libertario
- Jeff Hewitt, político.[14]

#### Independientes
- Angelyne, cantante, actriz y modelo.[15]
- David Moore, educador (miembro del Partido Socialista por la Igualdad)

## Predicciones
| Fuente                | Clasificación | Desde                    |
| --------------------- | ------------- | ------------------------ |
| Cook Political Report | Probable      | 13 de septiembre de 2021 |
| Inside Elections      | Probable      | 16 de agosto de 2021     |
| Sabato's Crystal Ball | Probable      | 9 de septiembre de 2021  |

## Encuestas de opinión

### Destitución de Newsom
Resumen gráfico 
| Fuente de la encuesta                                                            | Fecha(s) de realización                 | Tamaño de muestra | Margen de error | Sí  | No  | Otro Indecisos |
| -------------------------------------------------------------------------------- | --------------------------------------- | ----------------- | --------------- | --- | --- | -------------- |
| The Trafalgar Group (R)                                                          | 11-13 de septiembre de 2021             | 1,082 (LV)        | ± 3.0%          | 45% | 53% | 2%             |
| SurveyMonkey/Momentive                                                           | 31 de agosto - 13 de septiembre de 2021 | 3,985 (LV)        | ± 1.6%          | 41% | 55% | 4%             |
| Emerson College                                                                  | 10-11 de septiembre de 2021             | 1,000 (LV)        | ± 3.0%          | 40% | 60% | 1%             |
| Data for Progress (D)                                                            | 2-10 de septiembre de 2021              | 2,464 (LV)        | ± 2.0%          | 43% | 57% | –              |
| SurveyUSA                                                                        | 7-8 de septiembre de 2021               | 930 (LV)          | ± 4.2%          | 41% | 54% | 5%             |
| Suffolk University                                                               | 6-7 de septiembre de 2021               | 500 (LV)          | ± 4.4%          | 41% | 58% | 1%             |
| The Trafalgar Group (R)                                                          | 2-4 de septiembre de 2021               | 1,079 (LV)        | ± 3.0%          | 43% | 53% | 4%             |
| The Trafalgar Group (R)                                                          | 26-29 de agosto de 2021                 | 1,088 (LV)        | ± 3.0%          | 44% | 52% | 4%             |
| Public Policy Institute of California                                            | 20-29 de agosto de 2021                 | 1,080 (LV)        | ± 4.5%          | 39% | 58% | 3%             |
| SurveyUSA                                                                        | 26-28 de agosto de 2021                 | 816 (LV)          | ± 4.4%          | 43% | 51% | 6%             |
| Gravis Marketing                                                                 | 25-27 de agosto de 2021                 | 729 (LV)          | ± 3.6%          | 45% | 50% | 5%             |
| Targoz Market Research                                                           | 23-25 de agosto de 2021                 | 787 (LV)          | ± 3.5%          | 42% | 52% | 6%             |
| Change Research (D)                                                              | 22-25 de agosto de 2021                 | 782 (LV)          | ± 3.7%          | 42% | 57% | 1%             |
| YouGov                                                                           | 6-12 de agosto de 2021                  | 1,585 (RV)        | ± 3.4%          | 46% | 54% | –              |
| YouGov                                                                           | 6-12 de agosto de 2021                  | 1,534 (LV)        | ± 3.8%          | 48% | 52% | –              |
| SurveyUSA                                                                        | 2-4 de agosto de 2021                   | 613 (LV)          | ± 5.0%          | 51% | 40% | 9%             |
| Emerson College                                                                  | 30 de julio - 1 de agosto de 2021       | 1,000 (LV)        | ± 3.0%          | 46% | 48% | 6%             |
| Core Decision Analytics Archivado el 3 de agosto de 2021 en Wayback Machine.     | 27-29 de julio de 2021                  | 804 (RV)          | ± 3.5%          | 41% | 52% | 7%             |
| Core Decision Analytics Archivado el 3 de agosto de 2021 en Wayback Machine.     | 27-29 de julio de 2021                  | 728 (LV)          | ± 3.6%          | 44% | 51% | 5%             |
| Berkeley IGS                                                                     | 18-24 de julio de 2021                  | 5,795 (RV)        | ± 2.0%          | 36% | 51% | 13%            |
| Berkeley IGS                                                                     | 18-24 de julio de 2021                  | 3,266 (LV)        | ± 2.5%          | 47% | 50% | 3%             |
| Emerson College                                                                  | 19-20 de julio de 2021                  | 1,085 (LV)        | ± 2.9%          | 43% | 48% | 9%             |
| Change Research (D)                                                              | 11-16 de junio de 2021                  | 1,085 (RV)        | ± 3.0%          | 40% | 54% | 6%             |
| Moore Information Group (R) Archivado el 11 de junio de 2021 en Wayback Machine. | 1-3 de junio de 2021                    | 800 (RV)          | ± 3.0%          | 44% | 50% | 6%             |
| Moore Information Group (R) Archivado el 11 de junio de 2021 en Wayback Machine. | 1-3 de junio de 2021                    | 682 (LV)          | ± 4.0%          | 49% | 46% | 5%             |
| Public Policy Institute of California                                            | 9-18 de mayo de 2021                    | 1,074 (LV)        | ± 4.2%          | 40% | 57% | 3%             |
| Berkeley IGS                                                                     | 29 de abril - 5 de mayo de 2021         | 10,289 (RV)       | ± 2.0%          | 36% | 49% | 15%            |
| Berkeley IGS                                                                     | 29 de abril - 5 de mayo de 2021         | 7,943 (LV)        | ± 2.3%          | 42% | 50% | 8%             |
| SurveyUSA                                                                        | 30 de abril - 2 de mayo de 2021         | 642 (RV)          | ± 5.3%          | 36% | 47% | 17%            |
| McLaughlin & Associates (R)                                                      | 15-19 de abril de 2021                  | 1,000 (LV)        | ± 3.1%          | 45% | 45% | 10%            |
| Public Policy Institute of California                                            | 14-23 de marzo de 2021                  | 1,174 (LV)        | ± 3.9%          | 40% | 56% | 5%             |
| Probolsky Research (R)                                                           | 16-19 de marzo de 2021                  | 900 (RV)          | ± 3.3%          | 40% | 46% | 14%            |
| Probolsky Research (R)                                                           | 16-19 de marzo de 2021                  | 900 (LV)          | ± 3.3%          | 35% | 53% | 13%            |
| Emerson College                                                                  | 12-14 de marzo de 2021                  | 1,045 (RV)        | ± 3.0%          | 38% | 42% | 20%            |
| WPA Intelligence (R)                                                             | 12-14 de febrero de 2021                | 645 (LV)          | ± 3.9%          | 47% | 43% | 10%            |
| Berkeley IGS                                                                     | 23-29 de enero de 2021                  | 10,357 (RV)       | ± 2.0%          | 36% | 45% | 20%            |
| Berkeley IGS                                                                     | 23-29 de enero de 2021                  | 7,980 (LV)        | ± 2.4%          | 36% | 49% | 15%            |
| Remington Research (R) Archivado el 8 de mayo de 2021 en Wayback Machine.        | 17-18 de marzo de 2019                  | 1,303 (LV)        | ± 2.7%          | 31% | 52% | 17%            |

### Retiro de Newsom
Resumen gráfico 
| Fuente de la encuesta                                                                        | Fecha(s) de realización                     | Tamaño de muestra | Margen de error | Aprueba | Desaprueba | Otro Indecisos |
| -------------------------------------------------------------------------------------------- | ------------------------------------------- | ----------------- | --------------- | ------- | ---------- | -------------- |
| Public Policy Institute of California                                                        | 14-23 de marzo de 2021                      | 1,706 (A)         | ± 3.3%          | 54%     | 36%        | 10%            |
| Public Policy Institute of California                                                        | 14-23 de marzo de 2021                      | 1,450 (RV)        | ± 3.5%          | 50%     | 42%        | 8%             |
| Public Policy Institute of California                                                        | 14-23 de marzo de 2021                      | 1,174 (LV)        | ± 3.9%          | 53%     | 42%        | 5%             |
| Probolsky Research (R)                                                                       | 16-19 de marzo de 2021                      | 900 (RV)          | ± 3.3%          | 42%     | 39%        | 19%            |
| Probolsky Research (R)                                                                       | 16-19 de marzo de 2021                      | 900 (LV)          | ± 3.3%          | 47%     | 37%        | 16%            |
| Emerson College                                                                              | 12-14 de marzo de 2021                      | 1,045 (RV)        | ± 3.0%          | 42%     | 40%        | 18%            |
| Public Policy Institute of California                                                        | 21-31 de enero de 2021                      | 1,703 (A)         | ± 3.3%          | 54%     | 36%        | 10%            |
| Public Policy Institute of California                                                        | 21-31 de enero de 2021                      | 1,412 (RV)        | ± 3.6%          | 50%     | 42%        | 7%             |
| Public Policy Institute of California                                                        | 21-31 de enero de 2021                      | 1,126 (LV)        | ± 4.2%          | 52%     | 43%        | 5%             |
| Berkeley IGS                                                                                 | 23-29 de enero de 2021                      | 10,357 (RV)       | ± 2.0%          | 46%     | 48%        | 6%             |
| Berkeley IGS                                                                                 | 23-29 de enero de 2021                      | 7,980 (LV)        | ± 2.0%          | 48%     | 49%        | 3%             |
| Berkeley IGS                                                                                 | 23-29 de enero de 2021                      | 10,357 (RV)       | ± 2.0%          | 44%     | 49%        | 7%             |
| Berkeley IGS                                                                                 | 23-29 de enero de 2021                      | 7,980 (LV)        | ± 2.0%          | 47%     | 49%        | 4%             |
| Morning Consult                                                                              | 30 de diciembre de 2020-28 de enero de 2021 | 9,245 (RV)        | ± 1.0%          | 51%     | 39%        | 10%            |
| Strategies 360 (D)                                                                           | 4-15 de noviembre de 2020                   | 1,300 (A)         | ± 2.7%          | 44%     | 34%        | 22%            |
| Core Decision/Pierrepont Analytics Archivado el 11 de septiembre de 2021 en Wayback Machine. | 6-9 de noviembre de 2020                    | 1,000 (LV)        | ± 3.1%          | 50%     | 50%        | –              |
| NORC                                                                                         | 26 de octubre - 3 de noviembre de 2020      | 3,295 (LV)        | ± 1.7%          | 61%     | 39%        | 0%             |
| Public Policy Institute of California                                                        | 9-18 de octubre de 2020                     | 1,701 (A)         | ± 3.5%          | 58%     | 33%        | 9%             |
| Public Policy Institute of California                                                        | 9-18 de octubre de 2020                     | 1,453 (RV)        | ± 3.8%          | 55%     | 39%        | 6%             |
| Public Policy Institute of California                                                        | 9-18 de octubre de 2020                     | 1,185 (LV)        | ± 4.3%          | 57%     | 39%        | 4%             |
| Ipsos                                                                                        | 7-15 de octubre de 2020                     | 1,400 (A)         | ± 3.0%          | 56%     | 32%        | 12%            |
| Berkeley IGS                                                                                 | 9-15 de septiembre de 2020                  | 7,198 (RV)        | ± 2.0%          | 64%     | 36%        | 0%             |
| Berkeley IGS                                                                                 | 9-15 de septiembre de 2020                  | 5,942 (LV)        | ± 2.0%          | 65%     | 35%        | 0%             |
| Public Policy Institute of California                                                        | 4-13 de septiembre de 2020                  | 1,704 (A)         | ± 3.5%          | 59%     | 30%        | 10%            |
| Public Policy Institute of California                                                        | 4-13 de septiembre de 2020                  | 1,422 (RV)        | ± 3.9%          | 57%     | 36%        | 6%             |
| Public Policy Institute of California                                                        | 4-13 de septiembre de 2020                  | 1,168 (LV)        | ± 4.3%          | 60%     | 37%        | 3%             |
| Spry Strategies (R)                                                                          | 29 de agosto - 1 de septiembre de 2020      | 600 (LV)          | ± 4.0%          | 59%     | 40%        | 1%             |
| Redfield & Wilton Strategies                                                                 | 9 de agosto de 2020                         | 2,000 (RV)        | ± 2.2%          | 55%     | 22%        | 23%            |
| Core Decision/Pierrepont Analytics Archivado el 11 de septiembre de 2021 en Wayback Machine. | 3-6 de julio de 2020                        | 1,000 (LV)        | ± 3.1%          | 57%     | 43%        | –              |

### Candidatos
Resumen gráfico 
| Fuente de la encuesta                                                            | Fecha(s) de realización           | Tamaño de muestra | Margen de error | John Cox (R) | Larry Elder (R) | Kevin Faulconer (R) | Caitlyn Jenner (R) | Doug Ose (R) | Kevin Paffrath (D) | Otros | Indecisos |
| -------------------------------------------------------------------------------- | --------------------------------- | ----------------- | --------------- | ------------ | --------------- | ------------------- | ------------------ | ------------ | ------------------ | ----- | --------- |
| The Trafalgar Group (R)                                                          | 11-13 de septiembre de 2021       | 1,082 (LV)        | ± 3.0%          | 3%           | 41%             | 4%                  | 1%                 | –            | 10%                | 9%    | 23%       |
| Emerson College                                                                  | 10-11 de septiembre de 2021       | 1,000 (LV)        | ± 3.0%          | 3%           | 30%             | 4%                  | 2%                 | 1%           | 6%                 | 3%    | 6%        |
| Data for Progress (D)                                                            | 2-10 de septiembre de 2021        | 2,557 (LV)        | ± 2.0%          | 7%           | 22%             | 4%                  | 1%                 | –            | 6%                 | 5%    | 7%        |
| SurveyUSA                                                                        | 7-8 de septiembre de 2021         | 597 (LV)          | ± 5.5%          | 8%           | 29%             | 6%                  | 2%                 | –            | 9%                 | 6%    | 13%       |
| Suffolk University                                                               | 6-7 de septiembre de 2021         | 233 (LV)          | ± 6.4%          | 4%           | 39%             | 5%                  | 1%                 | –            | 5%                 | –     | 7%        |
| The Trafalgar Group (R)                                                          | 2-4 de septiembre de 2021         | 1,079 (LV)        | ± 3.0%          | 3%           | 32%             | 4%                  | 1%                 | –            | 13%                | 11%   | 29%       |
| The Trafalgar Group (R)                                                          | 26-29 de agosto de 2021           | 1,088 (LV)        | ± 3.0%          | 4%           | 29%             | 4%                  | 1%                 | –            | 22%                | 9%    | 30%       |
| Public Policy Institute of California                                            | 20-29 de agosto de 2021           | 1,080 (LV)        | ± 4.5%          | 3%           | 26%             | 5%                  | 1%                 | –            | –                  | 14%   | 24%       |
| SurveyUSA                                                                        | 26-28 de agosto de 2021           | 515 (LV)          | ± 5.2%          | 6%           | 27%             | 5%                  | 2%                 | –            | 6%                 | 12%   | 14%       |
| Gravis Marketing                                                                 | 25-27 de agosto de 2021           | 729 (LV)          | ± 3.6%          | 4%           | 22%             | 6%                  | 3%                 | –            | 18%                | 16%   | 21%       |
| Targoz Market Research                                                           | 23-25 de agosto de 2021           | 787 (LV)          | ± 3.5%          | 13%          | 12%             | 7%                  | 3%                 | 2%           | 13%                | 4%    | 20%       |
| Change Research (D)                                                              | 22-25 de agosto de 2021           | 782 (LV)          | ± 3.7%          | 2%           | 27%             | 3%                  | 1%                 | 1%           | 6%                 | 7%    | 15%       |
| YouGov                                                                           | 6-12 de agosto de 2021            | 1,534 (LV)        | ± 3.8%          | 3%           | 23%             | 3%                  | 2%                 | 2%           | 13%                | 5%    | 25%       |
| SurveyUSA                                                                        | 2-4 de agosto de 2021             | 545 (LV)          | ± 5.4%          | 10%          | 23%             | 5%                  | 4%                 | 4%           | 27%                | 5%    | 20%       |
| Emerson College                                                                  | 30 de julio - 1 de agosto de 2021 | 1,000 (LV)        | ± 3.0%          | 7%           | 23%             | 4%                  | 7%                 | 0%           | 1%                 | 14%   | 40%       |
| Core Decision Analytics Archivado el 3 de agosto de 2021 en Wayback Machine.     | 27-29 de julio de 2021            | 803 (RV)          | ± 3.5%          | 4%           | 9%              | 3%                  | 1%                 | 1%           | 2%                 | 11%   | 56%       |
| Core Decision Analytics Archivado el 3 de agosto de 2021 en Wayback Machine.     | 27-29 de julio de 2021            | 728 (LV)          | ± 3.6%          | 4%           | 10%             | 3%                  | 1%                 | 1%           | 3%                 | 10%   | 55%       |
| Berkeley IGS                                                                     | 18-24 de julio de 2021            | 5,795 (RV)        | ± 2.0%          | 7%           | 12%             | 8%                  | 2%                 | 1%           | 5%                 | 14%   | 44%       |
| Berkeley IGS                                                                     | 18-24 de julio de 2021            | 3,266 (LV)        | ± 2.5%          | 10%          | 18%             | 10%                 | 3%                 | 1%           | 3%                 | 9%    | 40%       |
| Emerson College                                                                  | 19-20 de julio de 2021            | 1,085 (LV)        | ± 2.9%          | 6%           | 16%             | 6%                  | 4%                 | –            | 2%                 | 14%   | 53%       |
| Moore Information Group (R) Archivado el 11 de junio de 2021 en Wayback Machine. | 1-3 de junio de 2021              | 800 (RV)          | ± 3.0%          | 22%          | –               | 11%                 | 6%                 | 4%           | –                  | 18%   | 39%       |
| Moore Information Group (R) Archivado el 11 de junio de 2021 en Wayback Machine. | 1-3 de junio de 2021              | 682 (LV)          | ± 4.0%          | 24%          | –               | 12%                 | 6%                 | 4%           | –                  | 17%   | 37%       |
| SurveyUSA                                                                        | 30 de abril - 2 de mayo de 2021   | 642 (RV)          | ± 5.3%          | 9%           | –               | 3%                  | 5%                 | 2%           | –                  | 55%   | 26%       |

## Resultados
La certificación oficial de los resultados se llevó a cabo el 22 de octubre. El día de las elecciones, la Secretaria de Estado de California, Shirley Weber, estimó que el costo de la elección excedía los $300 millones.

### Generales

#### Pregunta 1
|  | 61.88 % |

|  | 38.12 % |

|  | 0.42 % |

|  | 100.0 % |

|  | 58.45 % |

#### Pregunta 2

Resultados por condado:
Elder
20–30%
30–40%
40–50%
50–60%
60–70%
Paffrath
20–30%

|       | Republicano   | Larry Elder                   | 3,563,867 | 48.4   |
|       | Demócrata     | Kevin Paffrath                | 706,778   | 9.6    |
|       | Republicano   | Kevin Faulconer               | 590,346   | 8.0    |
|       | Demócrata     | Brandon M. Ross               | 392,029   | 5.3    |
|       | Republicano   | John H. Cox                   | 305,095   | 4.1    |
|       | Republicano   | Kevin Kiley                   | 255,490   | 3.5    |
|       | Demócrata     | Jacqueline McGowan            | 214,242   | 2.9    |
|       | Demócrata     | Joel Ventresca                | 186,345   | 2.5    |
|       | Demócrata     | Daniel Watts                  | 167,355   | 2.3    |
|       | Demócrata     | Holly L. Baade                | 92,218    | 1.3    |
|       | Demócrata     | Patrick Kilpatrick            | 86,617    | 1.2    |
|       | Demócrata     | Armando "Mando" Perez-Serrato | 85,061    | 1.2    |
|       | Republicano   | Caitlyn Jenner                | 75,215    | 1.0    |
|       | Demócrata     | John R. Drake                 | 68,545    | 0.9    |
|       | Verde         | Dan Kapelovitz                | 64,375    | 0.9    |
|       | Libertario    | Jeff Hewitt                   | 50,378    | 0.7    |
|       | Republicano   | Ted Gaines                    | 47,937    | 0.7    |
|       | Independiente | Angelyne                      | 35,900    | 0.5    |
|       | Independiente | David Moore                   | 31,224    | 0.4    |
|       | Republicano   | Anthony Trimino               | 28,101    | 0.4    |
|       | Republicano   | Doug Ose                      | 26,204    | 0.4    |
|       | Independiente | Michael Loebs                 | 25,468    | 0.3    |
|       | Verde         | Heather Collins               | 24,260    | 0.3    |
|       | Independiente | Major Singh                   | 21,394    | 0.3    |
|       | Republicano   | David Lozano                  | 19,945    | 0.3    |
|       | Republicano   | Denver Stoner                 | 19,588    | 0.3    |
|       | Republicano   | Sam L. Gallucci               | 18,134    | 0.2    |
|       | Republicano   | Steve Chavez Lodge            | 17,435    | 0.2    |
|       | Republicano   | Jenny Rae Le Roux             | 16,032    | 0.2    |
|       | Republicano   | David Alexander Bramante      | 11,501    | 0.2    |
|       | Republicano   | Diego Martinez                | 10,860    | 0.1    |
|       | Republicano   | Robert C. Newman II           | 10,602    | 0.1    |
|       | Republicano   | Sarah Stephens                | 10,583    | 0.1    |
|       | Independiente | Dennis Richter                | 10,468    | 0.1    |
|       | Independiente | Denis Lucey                   | 8,182     | 0.1    |
|       | Independiente | James G. Hanink               | 7,193     | 0.1    |
|       | Republicano   | Daniel Mercuri                | 7,110     | 0.1    |
|       | Republicano   | Chauncey "Slim" Killens       | 6,879     | 0.1    |
|       | Republicano   | Leo S. Zacky                  | 6,099     | 0.1    |
|       | Independiente | Kevin Kaul                    | 5,600     | 0.1    |
|       | Republicano   | David Hillberg                | 4,435     | 0.1    |
|       | Independiente | Adam Papagan                  | 4,021     | 0.1    |
|       | Republicano   | Nickolas Wildstar             | 3,811     | 0.1    |
|       | Independiente | Jeremiah "Jeremy" Marciniak   | 2,894     | 0.0    |
|       | Republicano   | Joe M. Symmon                 | 2,397     | 0.0    |
| Total | Total         | Total                         | 7,361,568 | 100.0% |